# Koudenhorn Kazerne
De Koudenhorn Kazerne is een voormalig diaconiehuis en voormalige kazerne in de Nederlandse stad Haarlem, thans in gebruik als hoofdbureau van de politie. Het gebouw staat aan de Koudenhorn in het centrum van de stad. Het gebouw telt vier vleugels, die een binnenplaats omsluiten.
Het gebouw werd tussen 1768 en 1771 door de Amsterdamse timmermansbaas Jan Smit opgetrokken als diaconiehuis, dat plaats moest bieden aan 670 minder vermogende ouderen, 150 arme kinderen en 80 kostgangers. Het werd gebouwd op de plek van de Nieuwe Ossenmarkt dat daar volgens een kaart uit 1750 lag. Niet lang na de ingebruikname bleek het gebouw te groot. Daarom werden de armen die op kosten van de stad - en niet de kerk - elders werden gehuisvest, ook in dit gebouw ondergebracht. Vanaf 1786 was daarom sprake van het Verenigd Diakonie- en Aalmoezeniersarmenhuis.
In 1810 werd het gebouw gevorderd om als kazerne dienst te doen en de bewoners moesten elders ondergebracht worden. Deze kazernefunctie heeft het gebouw behouden tot 1960, met een onderbreking tussen 1946 en 1950. In die jaren was het gebouw in gebruik voor de internering van collaborateurs.
In 1971 werd het Haarlemse hoofdbureau van politie in de Koudenhorn Kazerne gevestigd. Het gebouw is een Rijksmonument.